# هاتشيمان
هاتشيمان (باليابانية: 八幡神) هو إله الحرب والرماية في الشنتوية، ويعتبر الإله الحارس للمحاربين في الشنتوية والبوذية اليابانية. ويعتبر حامي اليابان و البيت الإمبراطوري. ذكر بكونه أحد الثمانية ألذين كانوا حماة الإمبراطور أوجين، كان يرمز له بالحمام الزاجل.